# Grease: The New Broadway Cast Recording (2007)
Grease: The New Broadway Cast Recording (2007) é um álbum de trilha sonora do musical da Broadway de mesmo nome.

## Faixas
1. Prologue (Orchestra)
2. Grease (Company)
3. Summer Nights (Danny, Sandy, and Company)
4. Those Magic Changes (Doody, the T-Birds, and the Pink Ladies)
5. Freddy, My Love (Marty, and the Pink Ladies)
6. Greased Lightnin' (Kencikie, and the T-Birds)
7. Rydell Fight Song (Sandy, and Patty)
8. Mooning (Roger, and Jan)
9. Look at Me, I'm Sandra Dee (Betty Rizzo)
10. We Go Together (Company)
11. Shaking at the High School Hop (Company)
12. It's Raining on Prom Night (Sandy, and Jan)
13. Born to Hand-Jive (Vince, and Company)
14. Hopelessly Devoted to You (Sandy)
15. Beauty School Dropout (Teen Angel, and the Female Angels)
16. Sandy (Danny)*
17. Rock 'n' Roll Party Queen (Doody, and Roger)
18. There Are Worse Things I Could Do (Betty Rizzo)
19. Look at Me, I'm Sandra Dee [reprise] (Sandy)
20. You're the One That I Want (Danny, Sandy, and Company)
21. We Go Together [reprise] (Company)